# Bradynobaenidae
Famille
La famille des Bradynobaenidae est une famille de guêpes voisine des Mutillidae. Ce sont des espèces peu fréquentes des régions arides. Les femelles sont aptères alors que les mâles sont ailés.

## Genres rencontrés en Europe
- Apterogyna Latreille, 1809
- Gynecaptera Skorikov, 1935

## Autres genres
- Bradynobaenus Spinola, 1851
- Chyphotes Blake, 1886
- Typhoctes Ashmead, 1899